# 駱利鋒
駱利鋒（？—？），湖北省黃州府蘄州人。清朝政治人物，進士出身。

## 生平
駱利鋒為道光二十三年（1843年）癸卯科舉人，道光二十七年（1847年）張之萬榜二甲進士。改名敏修。同治四年（1865年）代理江西吉安府知府，同治六年（1867年）出任江西袁州府知府，同治十年（1871年）卸任。曾修《袁州府志》。